# Thuja plicata
La Thuja plicata, comunemente chiamata Cedro rosso occidentale o Cedro rosso del Pacifico, o cedro gigante, è una specie di Thuja, una conifera sempreverde della famiglia delle Cupressaceae native del Nord America occidentale. È l'albero emblema della Columbia Britannica, e veniva massicciamente utilizzato da parte dei nativi americani della costa Nord-occidentale del Pacifico.

## Distribuzione
Thuja plicata è tra gli alberi più diffusi della costa Nord-occidentale. Si trova spesso associato con l'Abete di Douglas e con lo Tsuga heterophylla. cresce dal livello del mare fino ad un massimo di 2290 m al Lago Crater in Oregon. 
È stato introdotto anche in altre zone temperate, tra cui l'Europa occidentale, l'Australia (almeno fino alla latitudine di Sydney), la Nuova Zelanda, gli Stati Uniti orientali ed alle alte quote, anche alle Hawaii.

## Descrizione

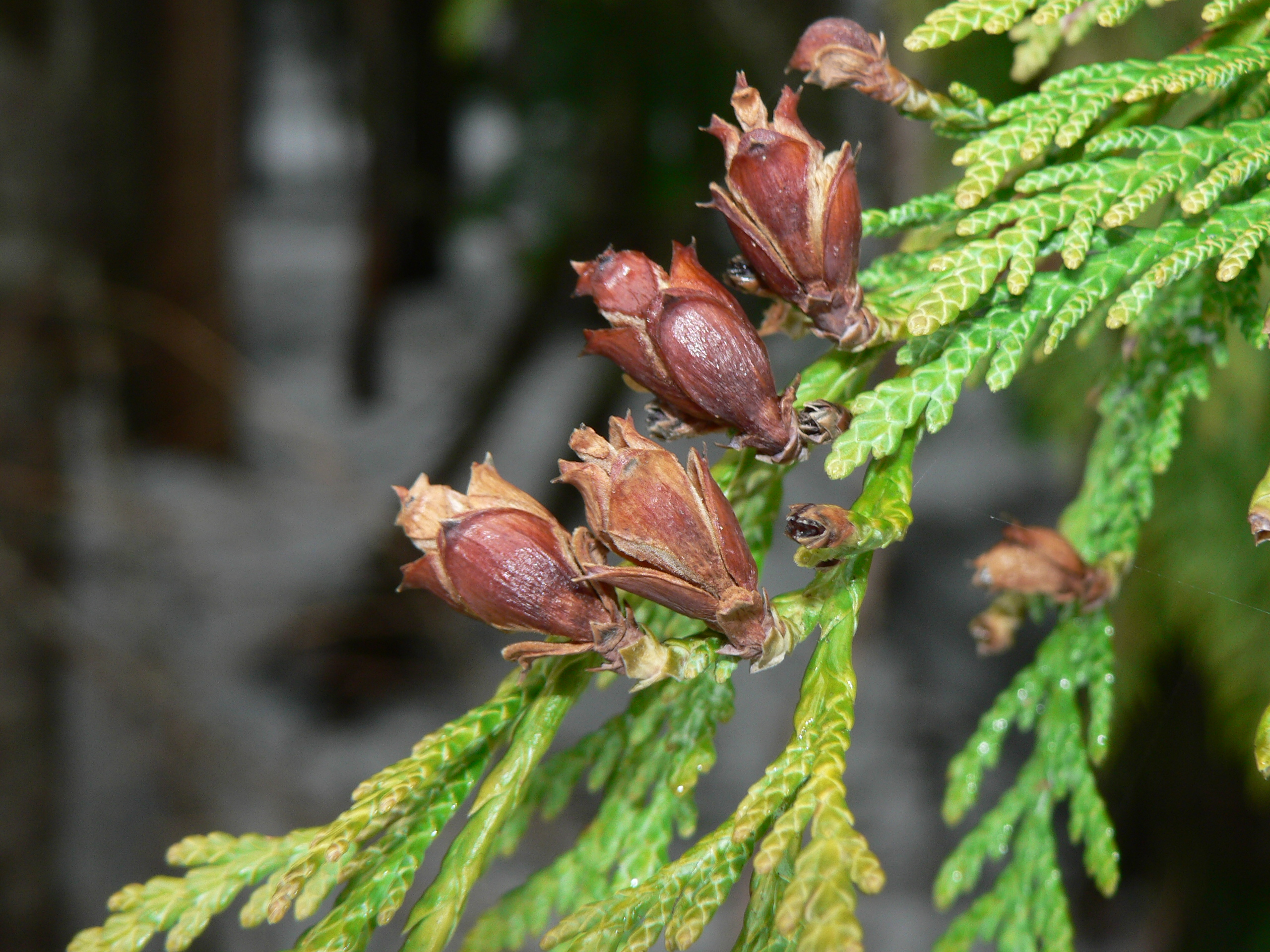
Galbuli di Thuja plicata

La Thuja plicata è un grande albero che raggiunge i 65-70 m di altezza e 3-4 m di diametro del tronco, in casi eccezionali, anche più grande. Ha una vita molto lunga, con individui che possono superare il migliaio di anni. (il più vecchio censito ha circa 1460 anni).
La chioma è formata da rami appiattiti coperti di foglie che hanno forma di scaglie. Queste sono disposte in coppie opposte, le coppie successive sono a 90° le une dalle altre. I rami sono verdi nella parte superiore, e verde macchiato di bianco al di sotto; sono fortemente aromatici.
I galbuli sono sottili, lunghi 10-18 mm, larghi 4-5 mm, con da 8 a 12 (raramente 14) brattee legnose. Sono di colore che può variare dal verde al giallo-verde, diventando marroni in autunno, maturando circa sei mesi dopo l'impollinazione. I semi sono lunghi 4-5 mm, uno di diametro, con una piccola ala cartacea per ogni lato.

## Tassonomia e nome
Thuja plicata è una delle due specie di Thuja native del Nord America: l'altra è la Thuja occidentalis. Il termine plicata deriva dal Latino plicare "ripiegata in trecce" o "intrecciato", un riferimento al modello delle sue piccole foglie.

## Utilizzo

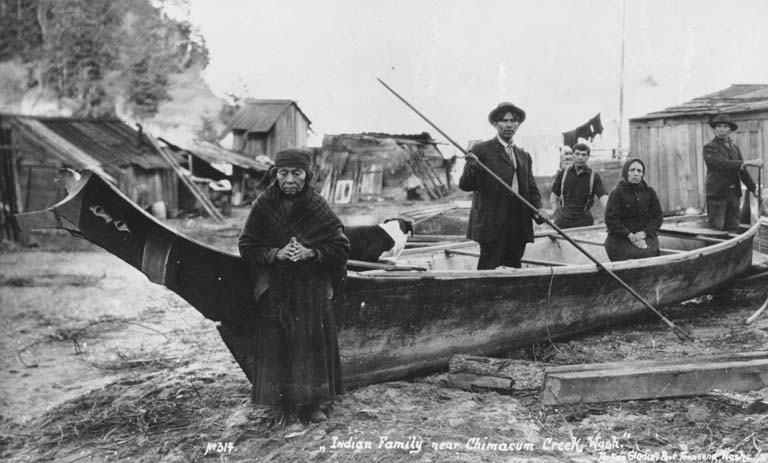
Indiani Klallam con canoe di Thuja plicata (ca. 1914)

La Thuja plicata è largamente coltivata come pianta ornamentale, compresa la creazione di schermi e di siepi più o meno alte. Gli amerindi utilizzavano il suo legno per costruire le loro abitazioni, le canoe e per scolpire i loro totem. Legno leggero (densità circa 0.35) quasi imputrescibile, che si lavora e si taglia facilmente, è usato per fare tegole, rivestimenti, finiture, piccoli mobili, come pure le tavole armoniche delle chitarre. La celebre piroga Tilikum era stata costruita con questo legno.
Viene utilizzata anche per il rimboschimento, ma la sua importanza in questo campo è minore.

## Record

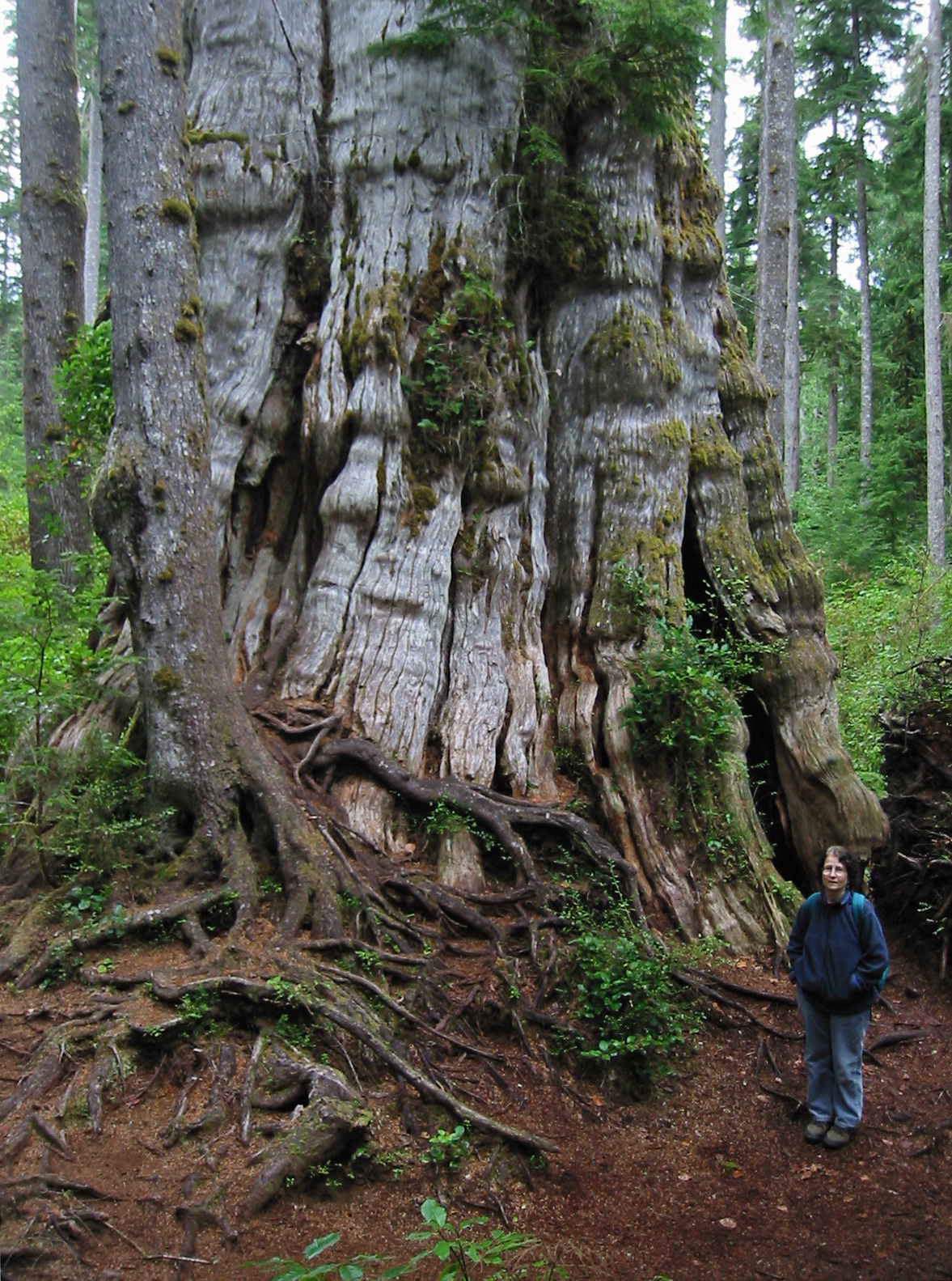
The "Quinault Lake Redcedar", il più grande cedro rosso occidentale al mondo.

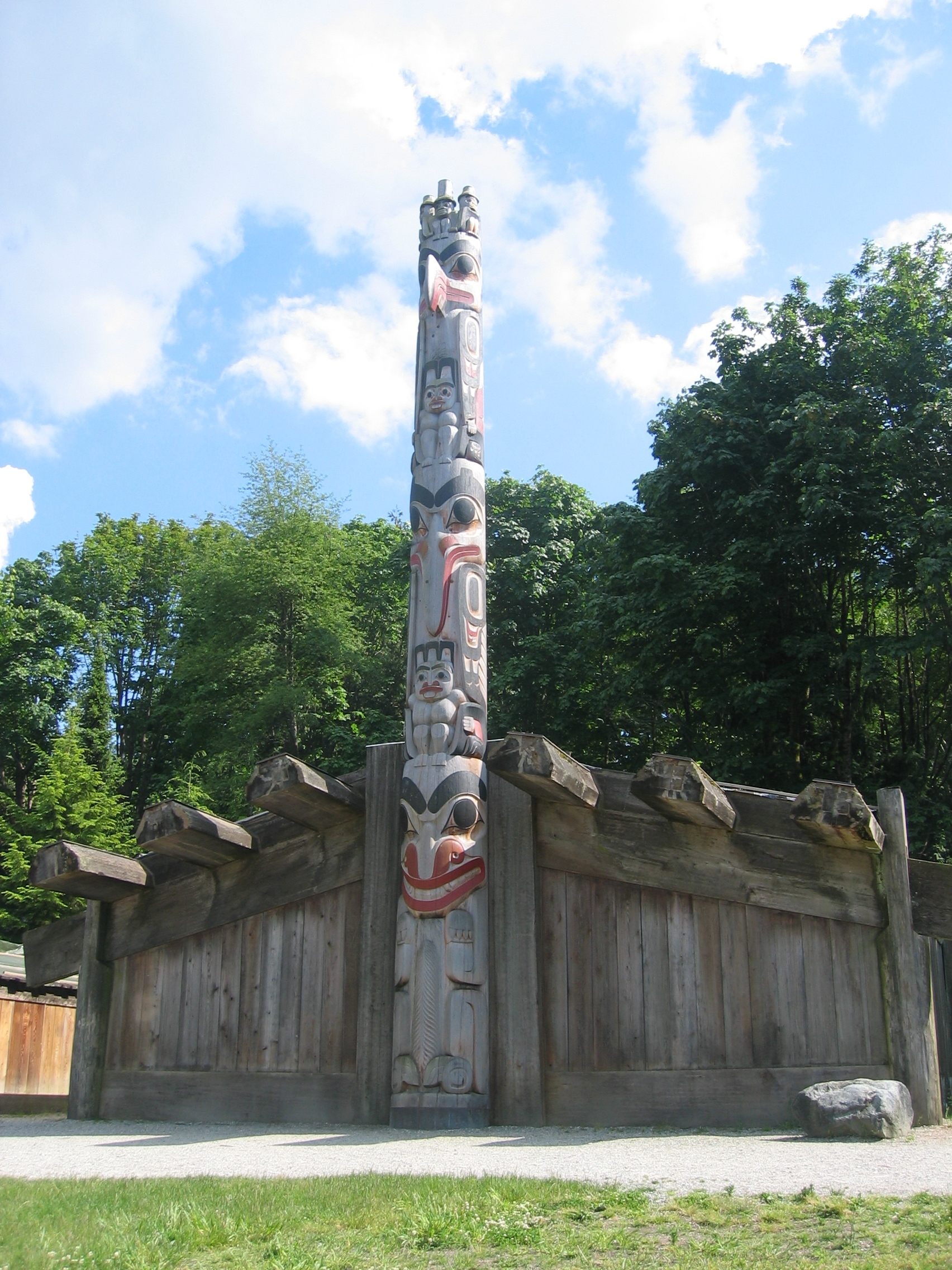
Un palo scolpito all'esterno di una casa a sei posti all'Università della Columbia Britannica

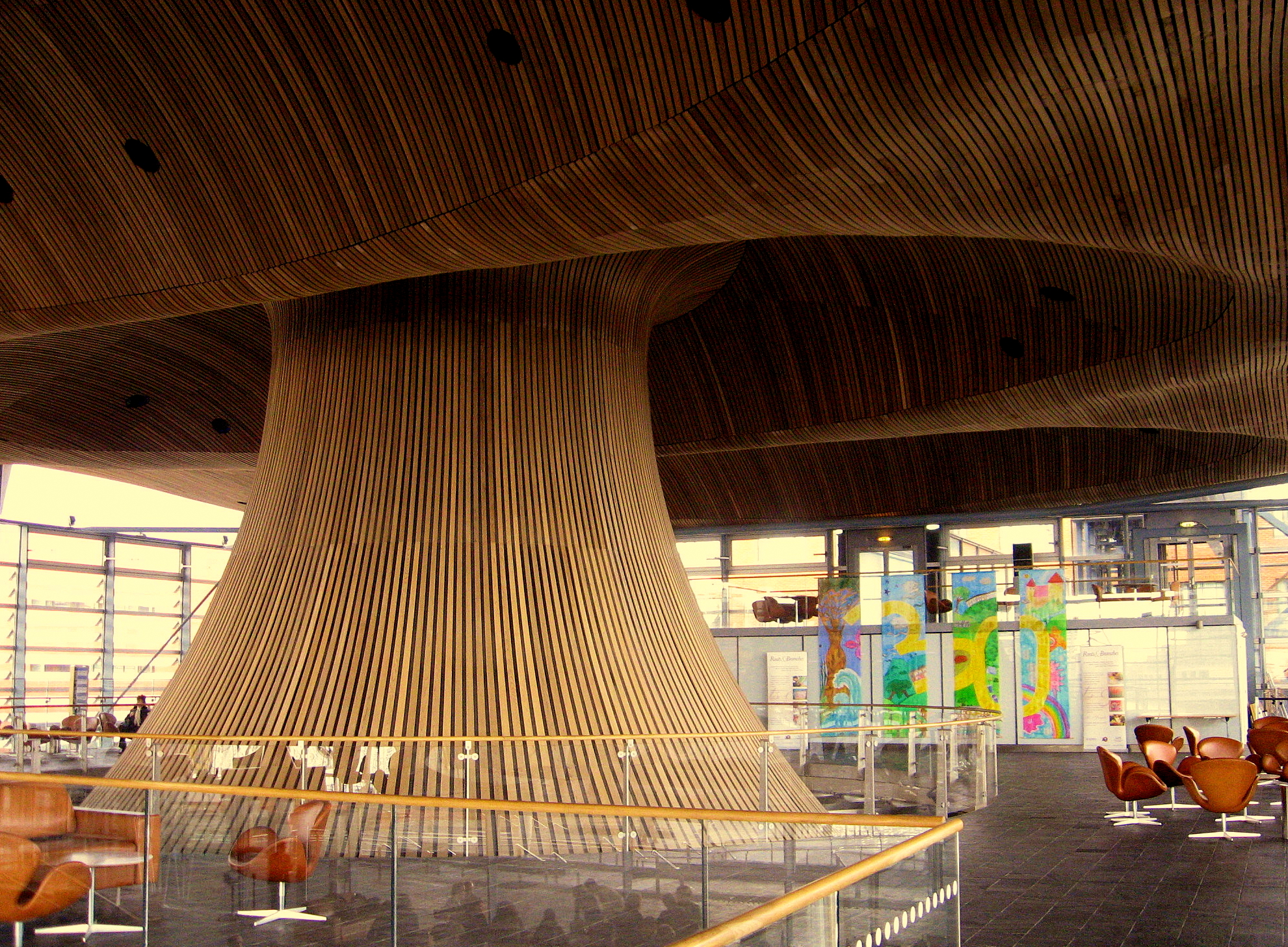
Copertura in Thuja plicata all'Assemblea nazionale del Galles a Cardiff.

Il "Quinault Lake Redcedar" è il più conosciuto Cedro rosso occidentale. Si trovava sulla costa settentrionale del Lago Quinault a nord di Aberdeen nello Stato di Washington, era alto 53 m con un diametro alla base di 5,9 m.